# Assimilazione forzata
Si definisce assimilazione forzata il risultato di deliberate azioni, isolate o sistematiche, volte a annullare particolarità culturali, linguistiche, religiose e di costumi di comunità che si trovano in condizione di inferiorità politica, economica o sociale.

## Storia
Gli esempi di assimilazione forzata di comunità, minoranze o persone ad una maggioranza più potente (e/o numerosa) sono innumerevoli. È possibile affermare che l'assimilazione forzata di minoranze è una costante della storia umana. 
Con lo sviluppo nel XIX secolo di una teoria e prassi del diritto sempre più mirata alla conservazione dell'integrità biologica e spirituale dell'uomo, inizia il processo che porterà alla definire del concetto di assimilazione forzata delle minoranze. 
Paradossalmente, però, è proprio con il XIX secolo che la pratica dell'assimilazione forzata diventa più diffusa (anche in aree fino allora immuni da questo fenomeno) forse facilitata dall'introduzione di mezzi di comunicazione di massa che per propria natura permettono a poche persone (detentrici del potere politico) di decidere in modo più o meno diretto con quali informazioni educare un enorme numero di persone, in contrapposizione ai mezzi di comunicazione orali o scritti con i quali la trasmissione del pensiero è limitata ad un minor numero di individui permettendo in questo modo la molteplicità delle opinioni e delle conoscenze; in questo senso la scolarizzazione "pubblica" è uno strumento di comunicazione di massa antesignano rispetto a come sono intesi in senso contemporaneo. Storicamente quasi tutti i regimi, anche liberali, hanno fatto uso della scuola e poi di radio e televisione per educare la popolazione e fare propaganda di idee.
Il paradosso più grande è proprio la formulazione e diffusione — soprattutto ad opera del presidente degli USA Woodrow Wilson — del principio di "autodeterminazione dei popoli" alla base delle più colossali assimilazioni forzate o espulsione in massa di genti dall'Europa.
Gli stati nazionali, se da un lato si impegnano a sviluppare forme più efficaci di tutela dei diritti dell'uomo, dall'altro favoriscono sempre di più l'assimilazione delle minoranze.

## Tipologie
Gli strumenti di assimilazione possono essere quindi classificati in diretti e indiretti, senza che questi ultimi siano necessariamente meno efficaci.
Strumenti diretti di assimilazione forzata possono essere, per esempio, la legge discriminatoria (ai danni, per esempio di chi professa una certa religione o non parla una certa lingua ufficiale).
Strumenti indiretti di assimilazione forzata possono essere, per esempio, i seguenti:
- obbligare (per esempio con politiche di sviluppo economico e edilizia volte a favorire centri etnicamente e linguisticamente omogenei) i lavoratori appartenenti a comunità minoritarie a trasferirsi in centri etnicamente e linguisticamente puri;
- modificare le divisioni amministrative in modo tale da neutralizzare la possibilità di applicare quanto previsto da eventuali leggi di tutela (spesso le leggi hanno delle limitazioni demografico-statistiche alla loro applicazione: "nei comuni con almeno il 15% di membri di una minoranza X").

Casi più o meno recenti di assimilazione forzata si registrano quindi un po' in tutti i paesi, compresi anche quelli a più alto tasso di tutela delle minoranze, dei pluralismi culturali e linguistici, delle comunità di diversi.